# 太平洋十字架鯰
太平洋十字架鯰，為輻鰭魚綱鯰形目擬油鯰科的其中一種，為熱帶淡水魚類，分布於南美洲哥倫比亞淡水流域，體長可達11.2公分，棲息在底層水域，生活習性不明。